# Загорицы (Ленинградская область)
Заго́рицы (фин. Sagoritz) — деревня в Большеврудском сельском поселении Волосовского района Ленинградской области.

## История
Впервые упоминается в Писцовой книге Водской пятины 1500 года как сельцо Горицы в Григорьевском Льешском погосте.
Затем как деревня Goritza by в Григорьевском погосте в шведских «Писцовых книгах Ижорской земли» 1618—1623 годов.
На карте Ингерманландии А. И. Бергенгейма, составленной по шведским материалам 1676 года, как деревня Sagoritz.
На шведской «Генеральной карте провинции Ингерманландии» 1704 года — как деревня Sagoritsaby.
Деревня Загориц обозначена на карте Ингерманландии А. Ростовцева 1727 года.
На карте Санкт-Петербургской губернии Ф. Ф. Шуберта 1834 года обозначена деревня Загорицы при мызе Моллера, состоящая из 35 крестьянских дворов.

ЗАГОРИЦЫ — мыза принадлежит наследникам покойной помещицы Брежневой, число жителей по ревизии: 10 м. п., 5 ж. п.

ЗАГОРИЦЫ — деревня принадлежит наследникам покойной помещицы Брежневой, число жителей по ревизии: 92 м. п., 101 ж. п.; В оной мукомольная мельница. (1838 год)

В пояснительном тексте к этнографической карте Санкт-Петербургской губернии П. И. Кёппена 1849 года она записана как деревня Sagoritz (Загорицы) и указано количество населяющих её савакотов на 1848 год: 10 м. п., 9 ж. п., всего 19 человек, а также указано, что «большинство населения деревни русские».
На карте профессора С. С. Куторги 1852 года обозначена деревня Загорицы, состоящая из 35 дворов.

ЗАГОРИЦЫ — деревня генерал-лейтенанта Гербеля, 17 вёрст по почтовой, а остальное по просёлочной дороге, число дворов — 25, число душ — 96 м. п. (1856 год)

ЗАГОРИЦЫ — деревня, число жителей по X-ой ревизии 1857 года: 97 м. п., 94 ж. п., всего 191 чел.

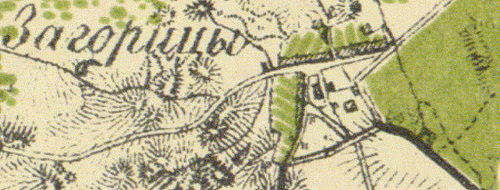
Деревня Загорицы на карте 1860 года

ЗАГОРИЦЫ — мыза владельческая при пруде и колодце, по левую сторону Нарвского шоссе, от Ямбурга в 25 верстах, число дворов — 3, число жителей: 10 м. п., 8 ж. п.; Завод винокуренный. 

ЗАГОРИЦЫ — деревня владельческая при колодце, по левую сторону Нарвского шоссе, от Ямбурга в 25 верстах, число дворов — 32, число жителей: 143 м. п., 170 ж. п. (1862 год)

ЗАГОРИЦЫ — деревня, по земской переписи 1882 года: семей — 37, в них 88 м. п., 81 ж. п., всего 169 чел.

ЗАГОРИЦЫ — деревня, число хозяйств по земской переписи 1899 года — 31, число жителей: 71 м. п., 73 ж. п., всего 144 чел.;
 разряд крестьян: бывшие владельческие; народность: русская — 140 чел., финская — 4 чел.

В 1900 году, согласно «Памятной книжке Санкт-Петербургской губернии», мыза Загорицы площадью 383 десятины принадлежала гвардии полковнику Николаю Александровичу Медведеву.
В конце XIX — начале XX века деревня Загорицы административно относилась к Княжевской волости 1-го стана Ямбургского уезда Санкт-Петербургской губернии.
По данным «Памятной книжки Санкт-Петербургской губернии» за 1905 год частью мызы Загорицы площадью 484 десятины, владел гвардии полковник Николай Александрович Медведев, другой частью мызы владел барон Феофил Константинович Штакельберг.
В 1917 году деревня Загорицы входила в состав Княжевской волости Ямбургского уезда.
С 1917 по 1924 год деревня Загорицы входила в состав Загорицкого сельсовета Молосковицкой волости Кингисеппского уезда.
С 1924 года в составе Ущевицкого сельсовета Молосковицкой волости.
Согласно данным переписи населения СССР 1926 года в деревне Загорицы проживали 148 человек, большинство русские, а также финны.
С 1927 года в составе Молосковицкого района.
С 1928 года в составе Больше-Хотыницкого сельсовета.
С 1931 года в составе Волосовского района.
По данным 1933 года деревня Загорицы входила в состав Большехотыницкого сельсовета Волосовского района.
С 1935 года в составе Хотыницкого сельсовета.

План деревни Загорицы. 1938 год

Согласно топографической карте 1938 года деревня насчитывала 40 дворов.
Деревня была освобождена от немецко-фашистских оккупантов 29 января 1944 года.
С 1954 года в составе Каложицкого сельсовета.
С 1963 года в составе Кингисеппского района.
С 1965 года вновь в составе Волосовского района. В 1965 году население деревни Загорицы составляло 169 человек.
По административным данным 1966, 1973 и 1990 годов деревня Загорицы также входила в состав Каложицкого сельсовета.
В 1997 году в деревне проживали 28 человек, в 2002 году — 29 человек (все русские), в 2007 году — вновь 28.
В мае 2019 года деревня вошла в состав Большеврудского сельского поселения.

## География
Деревня расположена в западной части района на автодороге 41К-192 (Хотыницы — Каложицы).
Расстояние до административного центра поселения — 5,5 км.
Расстояние до ближайшей железнодорожной станции Молосковицы — 8 км.

## Демография
| 1862 | 2002 | 2007 | 2010 | 2017 |
| ---- | ---- | ---- | ---- | ---- |
| 331  | ↘29  | ↘28  | ↗36  | ↘22  |

### Национальный состав
Согласно данным Всероссийской переписи населения 2021 года в деревне проживали 24 человека, из них:
 русские — 21, украинцы — 2, один человек национальность не указал.